# Sulang (Dawan)
Sulang is een bestuurslaag in het regentschap Klungkung van de provincie Bali, Indonesië. Sulang telt 1057 inwoners (volkstelling 2010).